# Falké Barmou
Elhadj Mamoudou, genannt Falké Barmou, (* um 1926; † 2002) war ein nigrischer Architekt.

## Leben
Falké Barmou gehörte der Volksgruppe der Hausa an und stammte aus dem Dorf Yama in Zentral-Niger. Er war zeit seines Lebens hauptberuflich als Landwirt tätig und als Architekt ein Autodidakt. Wie die meisten Dorfbewohner beteiligte er sich bereits in seiner Jugend an Bauprojekten. Vor seiner Eheschließung arbeitete er als fahrender Händler für traditionelle afrikanische Medizin und bereiste mit anderen Männern Westafrika, wo er unter anderem die Städte Niamey, Ouagadougou, Bamako und Dakar besuchte.
Nachdem Falké Barmou bereits mehrere Häuser in Yama geplant hatte, wurde er 1962 mit der Errichtung der Großen Moschee von Yama beauftragt. Hier vereinte er seine Kenntnisse der traditionellen Hausa-Architektur mit experimentellen Elementen. Um das Jahr 1966 unternahm er eine Haddsch nach Mekka. Die ausgedehnte Wallfahrt, die ihn und seine Reisegefährten zwei Jahre lang in Anspruch nahm, führte ihn nach Port Sudan und weitere Gebiete östlich von Niger. Währenddessen verdingte er sich vor Ort in der Landwirtschaft. Nach mehreren Umbauten und Erweiterungen unter seiner Leitung schloss er die Arbeiten an der Großen Moschee von Yama 1982 ab. Für dieses Werk wurde er 1986 mit dem Aga-Khan-Preis für Architektur ausgezeichnet. Falké Barmou entwarf mehrere andere Moscheen in der Region Tahoua, bei deren Errichtung ihn sein Maurerlehrling Elhadj Habou unterstützte. Elhadj Habou plante später eigene Gebäude. Barmou hatte eine Reihe weiterer Schüler, die beispielsweise das Haus des Kantonschef von Illéla und die Moschee von Sanam bauten.
Falké Barmou starb 2002. Seine Moscheen in der Region Tahoua stehen seit 2006 auf der Tentativliste zum UNESCO-Welterbe.

## Werke
- mehrere Wohnhäuser in Yama
- Große Moschee von Yama[2]

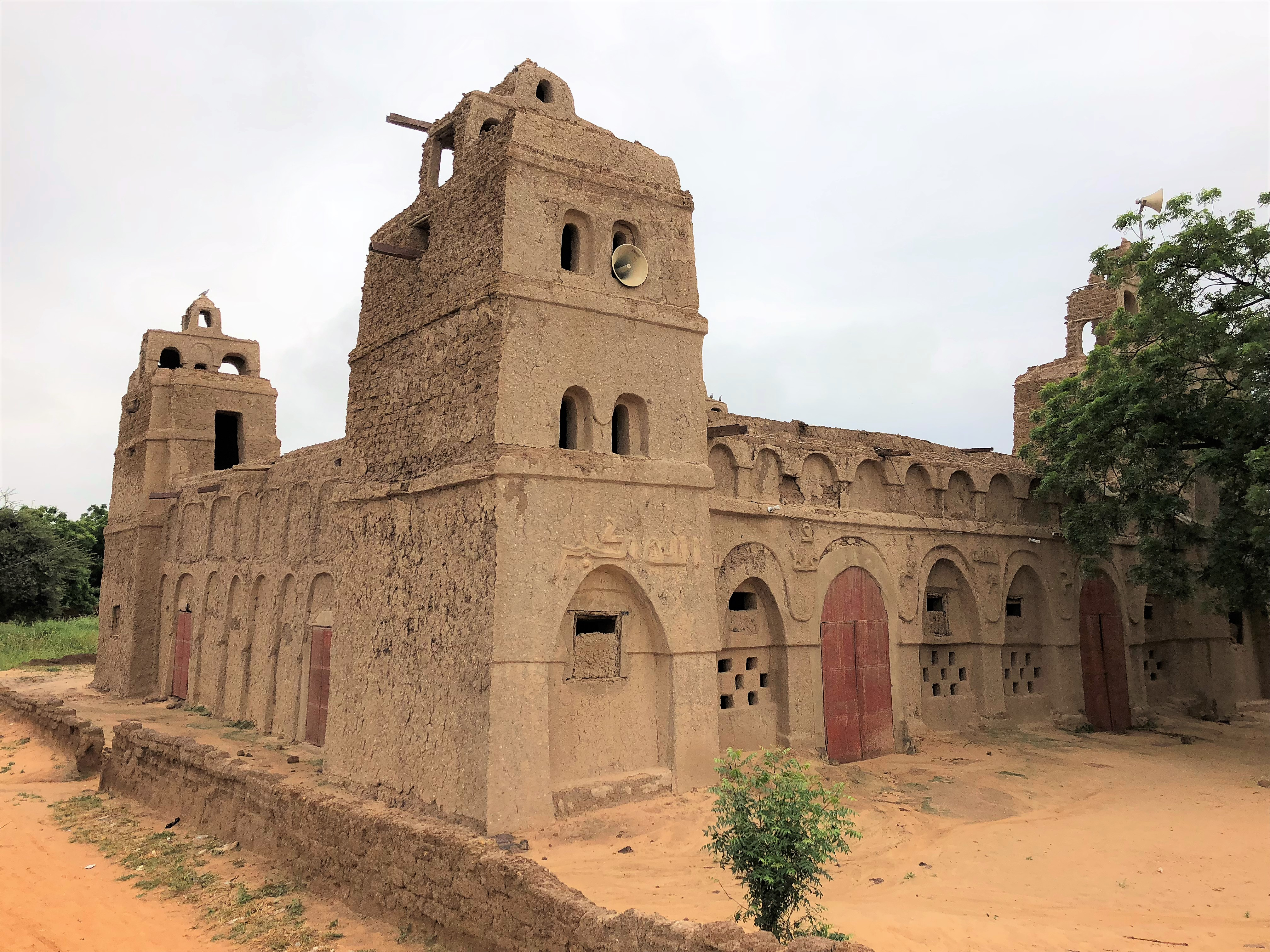
Große Moschee von Salewa

- Moschee von Dandadji (später zu einer Bibliothek umgebaut)[5]
- Moschee von Guidan Ider[2]
- Große Moschee von Salewa[3]
- Moschee von Tajaé Sédentaire[6]